# Antocha neoflavella
Antocha neoflavella är en tvåvingeart som beskrevs av Alexander 1973. Antocha neoflavella ingår i släktet Antocha och familjen småharkrankar. Inga underarter finns listade i Catalogue of Life.